# Élections sénatoriales américaines de 1994
Les élections sénatoriales américaines de 1994 ont eu lieu le 8 novembre 1994 pour renouveler 33 des 100 sièges du Sénat des États-Unis (classe 1) ainsi que deux sièges vacants. Deux ans après l'élection de Bill Clinton à la Maison-Blanche, ces élections sont marquées par la Révolution républicaine, qui voit les républicains reprendre 8 sièges aux démocrates. Le Parti républicain reprend ainsi le contrôle du Sénat, perdu en 1986.
Le même jour, les républicains redeviennent majoritaires à la Chambre des représentants et prennent 12 postes de gouverneur aux démocrates.

## Situation par État
| État                  | Sortant  | Sortant                 | Sortant | Sortant | Sortant      | Élu      | Élu                     | Élu   | Résultats (> 5 % des voix)                                                         |
| État                  | Sénateur | Sénateur                | Parti   | Élu en  | Statut       | Sénateur | Sénateur                | Parti | Résultats (> 5 % des voix)                                                         |
| --------------------- | -------- | ----------------------- | ------- | ------- | ------------ | -------- | ----------------------- | ----- | ---------------------------------------------------------------------------------- |
| Arizona               |          | Dennis DeConcini        | D       | 1976    | Non candidat |          | Jon Kyl                 | R     | Jon Kyl (R) : 53,7 % Sam Coppersmith (D) : 39,5 % Scott Grainger (L) : 6,8 %       |
| Californie            |          | Dianne Feinstein        | D       | 1992    | Candidate    |          | Dianne Feinstein        | D     | Dianne Feinstein (D) : 46,7 % Michael Huffington (R) : 44,8 %                      |
| Connecticut           |          | Joe Lieberman           | D       | 1988    | Candidat     |          | Joe Lieberman           | D     | Joe Lieberman (D) : 67 % Jerry Labriola (R) : 31 %                                 |
| Dakota du Nord        |          | Kent Conrad             | D       | 1986    | Candidat     |          | Kent Conrad             | D     | Kent Conrad (D) : 58 % Ben Clayburgh (R) : 42 %                                    |
| Delaware              |          | William Roth            | R       | 1970    | Candidat     |          | William Roth            | R     | William Roth (R) : 55,8 % Charles Oberly (D) : 42,5 %                              |
| Floride               |          | Connie Mack III         | R       | 1988    | Candidat     |          | Connie Mack III         | R     | Connie Mack III (R) : 70,5 % Hugh Rodham (D) : 30,5 %                              |
| Hawaï                 |          | Daniel Akaka            | D       | 1990    | Candidat     |          | Daniel Akaka            | D     | Daniel Akaka (D) : 71,8 % Maria Hustace (R) : 24,2 %                               |
| Indiana               |          | Richard Lugar           | R       | 1976    | Candidat     |          | Richard Lugar           | R     | Richard Lugar (R) : 67,4 % Jim Jontz (D) : 30,5 %                                  |
| Maine                 |          | George Mitchell         | D       | 1976    | Non candidat |          | Olympia Snowe           | R     | Olympia Snowe (R) : 60,2 % Thomas Andrews (en) (D) : 36,4 %                        |
| Maryland              |          | Paul Sarbanes           | D       | 1976    | Candidat     |          | Paul Sarbanes           | D     | Paul Sarbanes (D) : 59,1% Bill Brock (R) : 40,9 %                                  |
| Massachusetts         |          | Ted Kennedy             | D       | 1962    | Candidat     |          | Ted Kennedy             | D     | Ted Kennedy (D) : 58,1 % Mitt Romney (R) : 41 %                                    |
| Michigan              |          | Donald W. Riegle Jr.    | D       | 1976    | Non candidat |          | Spencer Abraham         | R     | Spencer Abraham (R) : 51,9 % Bob Carr (D) : 42,7 %                                 |
| Minnesota             |          | David Durenberger       | R       | 1978    | Non candidat |          | Rod Grams               | R     | Rod Grams (R) : 49,1 % Ann Wynia (DFL) : 44,1 % Dean Barkley (RPM) : 5,4 %         |
| Mississippi           |          | Trent Lott              | R       | 1988    | Candidat     |          | Trent Lott              | R     | Trent Lott (R) : 68,8 % Ken Harper (D) : 31,2 %                                    |
| Missouri              |          | John Danforth           | R       | 1976    | Non candidat |          | John Ashcroft           | R     | John Ashcroft (R) : 59,8 % Alan Wheat (en) (D) : 35,7 %                            |
| Montana               |          | Conrad Burns            | R       | 1988    | Candidat     |          | Conrad Burns            | R     | Conrad Burns (R) : 62,4 % Jack Mudd (D) : 37,6 %                                   |
| Nebraska              |          | Bob Kerrey              | D       | 1988    | Candidat     |          | Bob Kerrey              | D     | Bob Kerrey (D) : 55 % Jan Stoney (R) : 45 %                                        |
| Nevada                |          | Richard H. Bryan        | D       | 1988    | Candidat     |          | Richard H. Bryan        | D     | Richard H. Bryan (D) : 50,9 % Hal Furman (R) : 41 %                                |
| New Jersey            |          | Frank Lautenberg        | D       | 1982    | Candidat     |          | Frank Lautenberg        | D     | Frank Lautenberg (D) : 50,4 % Chuck Haytaian (R) : 47 %                            |
| New York              |          | Daniel Patrick Moynihan | D       | 1962    | Candidat     |          | Daniel Patrick Moynihan | D     | Daniel Patrick Moynihan (D) : 55 % Bernadette Castro (R) : 42,3 %                  |
| Nouveau-Mexique       |          | Jeff Bingaman           | D       | 1982    | Candidat     |          | Jeff Bingaman           | D     | Jeff Bingaman (D) : 54 % Colin McMillan (R) : 46 %                                 |
| Ohio                  |          | Howard Metzenbaum       | D       | 1976    | Non candidat |          | Mike DeWine             | R     | Mike DeWine (R) : 53,4 % Joel Hyatt (D) : 39,2 % Joseph Slovenec (I) : 7,3 %       |
| Oklahoma (partielle)  |          | David Boren             | D       | 1978    | Démission    |          | James Inhofe            | R     | James Inhofe (R) : 55,2 % Dave McCurdy (en) (D) : 40 %                             |
| Pennsylvanie          |          | Harris Wofford          | D       | 1991    | Non candidat |          | Rick Santorum           | R     | Rick Santorum (R) : 49,4 % Harris Wofford (D) : 46,9 %                             |
| Rhode Island          |          | John Chafee             | R       | 1976    | Candidat     |          | John Chafee             | R     | John Chafee (R) : 64 % Linda Kushner (D) : 36 %                                    |
| Tennessee             |          | Jim Sasser              | D       | 1976    | Candidat     |          | Bill Frist              | R     | Bill Frist (R) : 56,4 % Jim Sasser (D) : 42,1 %                                    |
| Tennessee (partielle) |          | Harlan Matthews         | D       | 1993    | Non candidat |          | Fred Thompson           | R     | Fred Thompson (R) : 61 % Jim Cooper (D) : 39 %                                     |
| Texas                 |          | Kay Bailey Hutchison    | R       | 1993    | Candidat     |          | Kay Bailey Hutchison    | R     | Kay Bailey Hutchison (R) : 60,8 % Richard W. Fisher (D) : 38,3 %                   |
| Utah                  |          | Orrin Hatch             | R       | 1976    | Candidat     |          | Orrin Hatch             | R     | Orrin Hatch (R) : 68,8 % Patrick Shea (D) : 28,3 %                                 |
| Vermont               |          | Jim Jeffords            | R       | 1988    | Candidat     |          | Jim Jeffords            | R     | Jim Jeffords (R) : 50,3 % Jan Backus (D) : 40,6 % Gavin T. Mills (I) : 5,9 %       |
| Virginie              |          | Chuck Robb              | D       | 1988    | Candidat     |          | Chuck Robb              | D     | Chuck Robb (D) : 45,6 % Oliver North (R) : 42,9 % J. Marshall Coleman (I) : 11,4 % |
| Virginie-Occidentale  |          | Robert Byrd             | D       | 1958    | Candidat     |          | Robert Byrd             | D     | Robert Byrd (D) : 69 % Stanley L. Klos (R) : 31 %                                  |
| Washington            |          | Slade Gorton            | R       | 1988    | Candidat     |          | Slade Gorton            | R     | Slade Gorton (R) : 55,75 % Ron Sims (D) : 44,25 %                                  |
| Wisconsin             |          | Herb Kohl               | D       | 1988    | Candidat     |          | Herb Kohl               | D     | Herb Kohl (D) : 58 % Robert Welch (R) : 40,7 %                                     |
| Wyoming               |          | Malcolm Wallop          | R       | 1976    | Non candidat |          | Craig Thomas            | R     | Craig Thomas (R) : 58,9 % Mike Sullivan (en) (D) : 39,3 %                          |